# ウム・アル＝ラサス
ウム・アル＝ラサスは、ヨルダンにある遺跡。ラサス地域の遺跡とも訳される。2004年、ユネスコの世界遺産（文化遺産）へ登録（ID1093）。

## 概要
ウム・アル＝ラサスは、ローマ帝国の占領時からイスラム教の王朝が支配した3世紀末から9世紀に都市を形成していたと考えられる。最初は、ローマ軍の軍事基地であったといわれている。ローマ時代のキリスト教会跡がいくつか残る。中でも聖ステファノス教会の正方形をした塔と内部にすばらしいモザイクの床が残っている。ウム・アル＝ラサスの発掘はほとんど行われていない。

## 登録基準
この世界遺産は世界遺産登録基準のうち、以下の条件を満たし、登録された（以下の基準は世界遺産センター公表の登録基準からの翻訳、引用である）。
- (1) 人類の創造的才能を表現する傑作。
- (4) 人類の歴史上重要な時代を例証する建築様式、建築物群、技術の集積または景観の優れた例。
- (6) 顕著で普遍的な意義を有する出来事、現存する伝統、思想、信仰または芸術的、文学的作品と直接にまたは明白に関連するもの（この基準は他の基準と組み合わせて用いるのが望ましいと世界遺産委員会は考えている）。

## モザイク ギャラリー

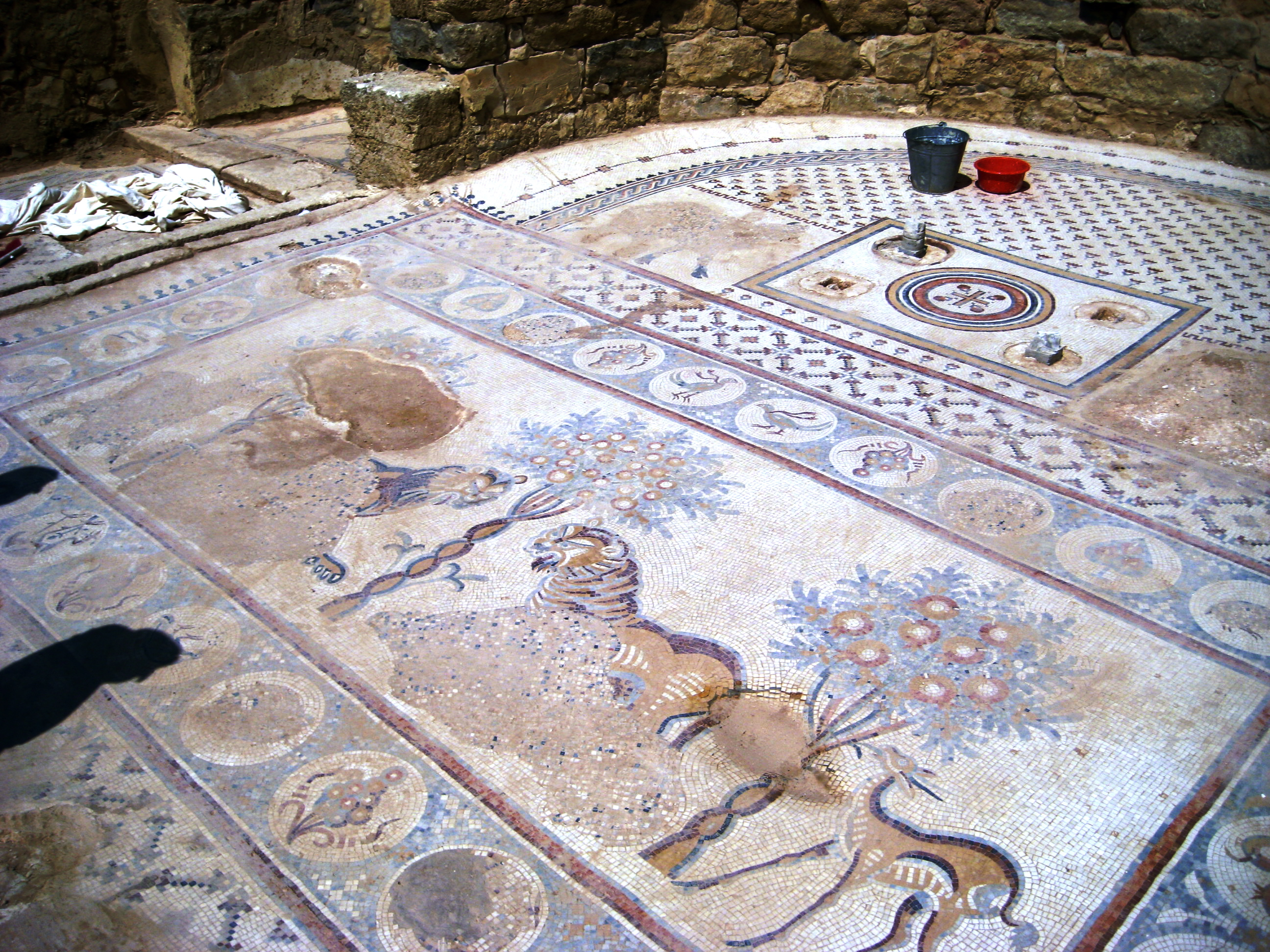
祭壇（獅子教会）
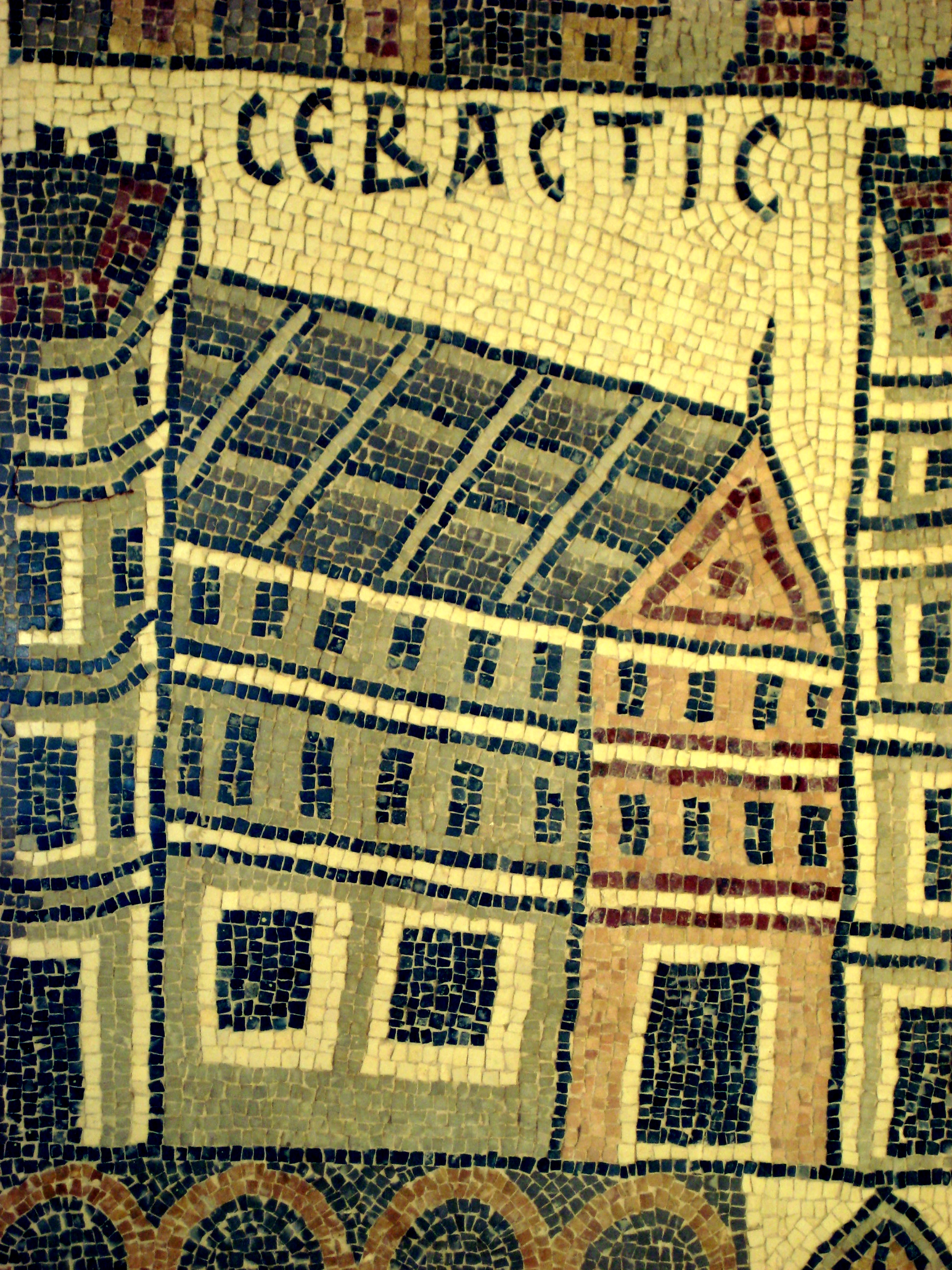
古代都市（聖ステファノス教会）
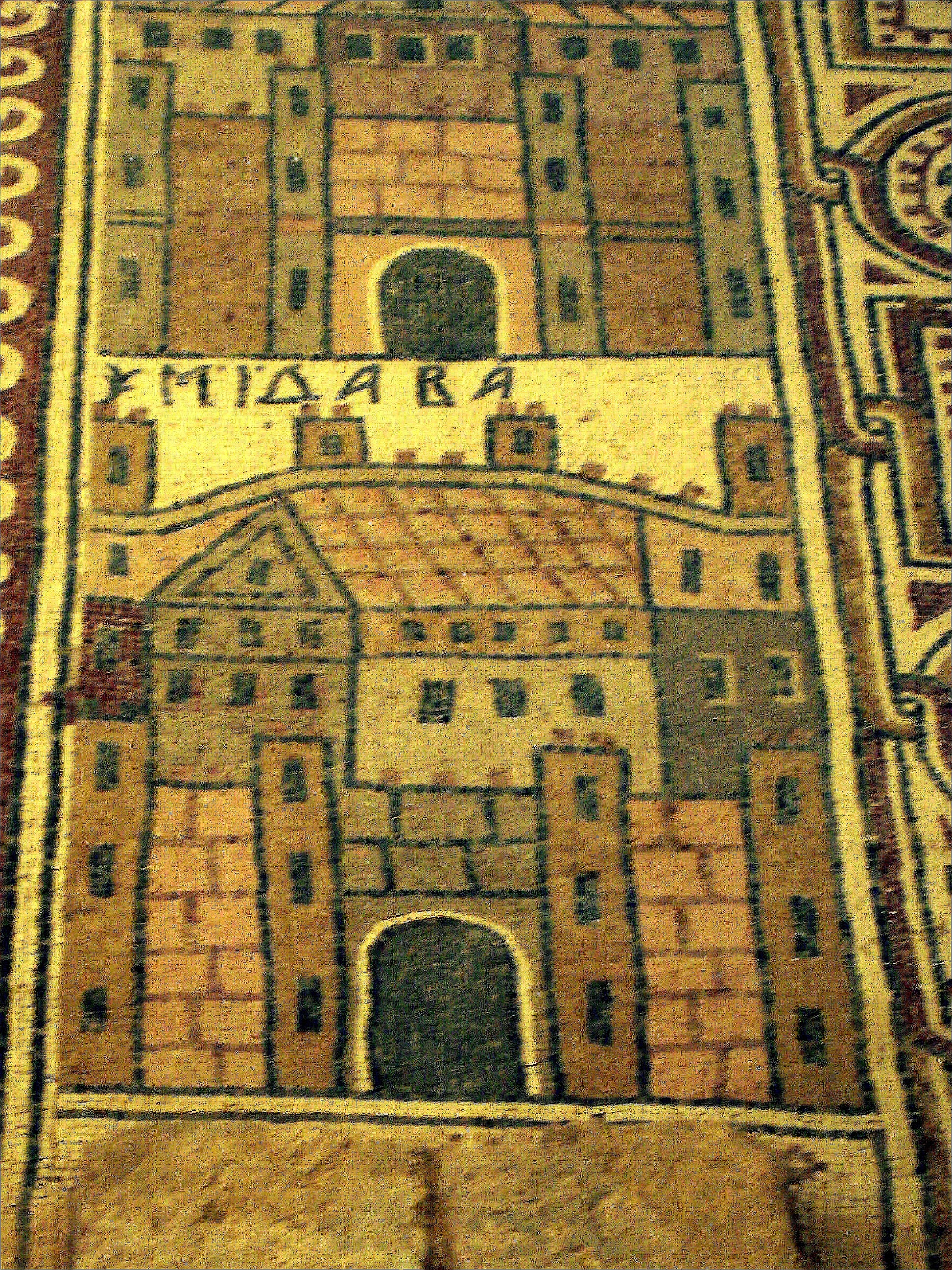
マダバの町（聖ステファノス教会）
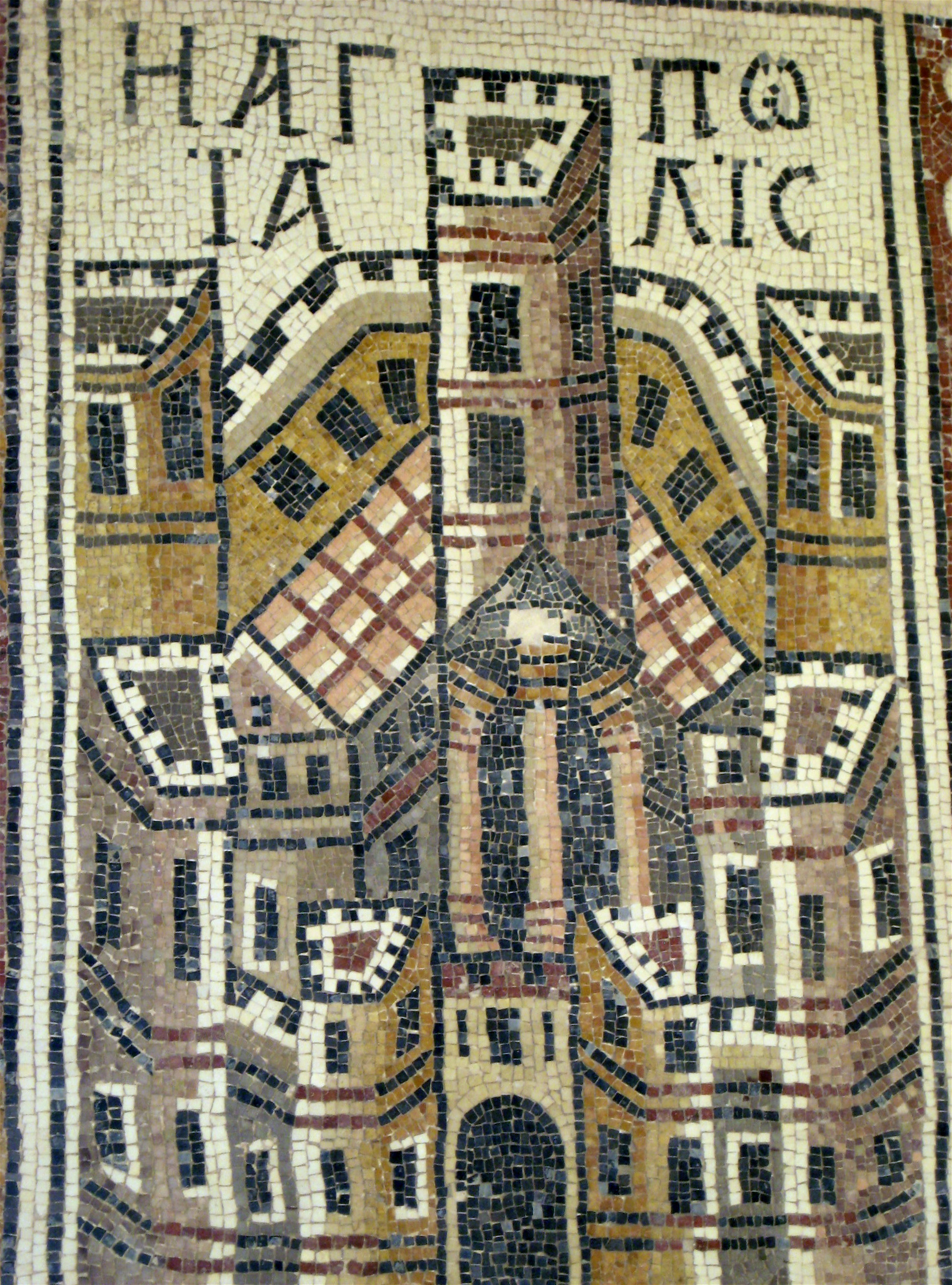
神聖都市、エルサレム（聖ステファノス教会）
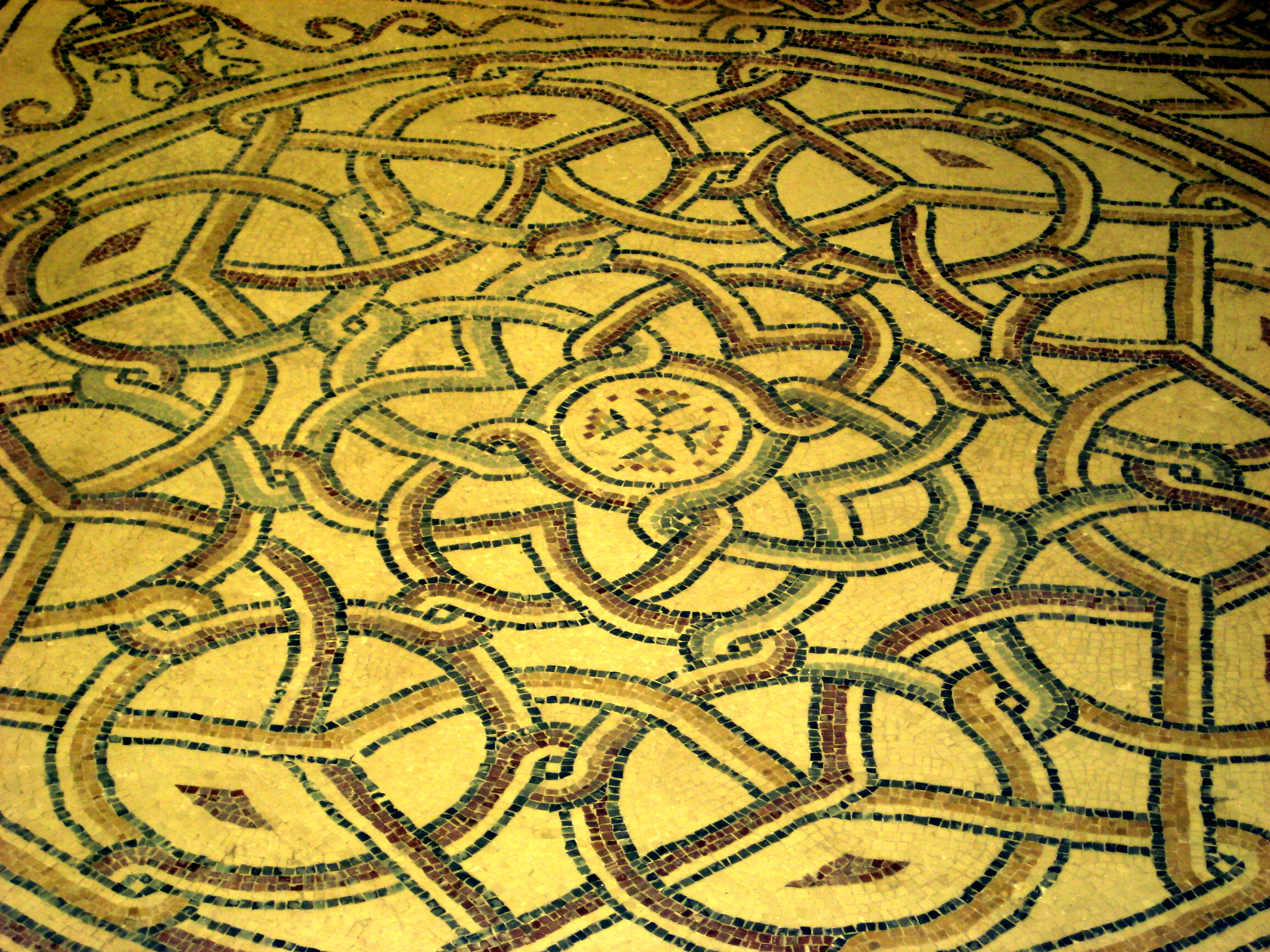
床のモザイク
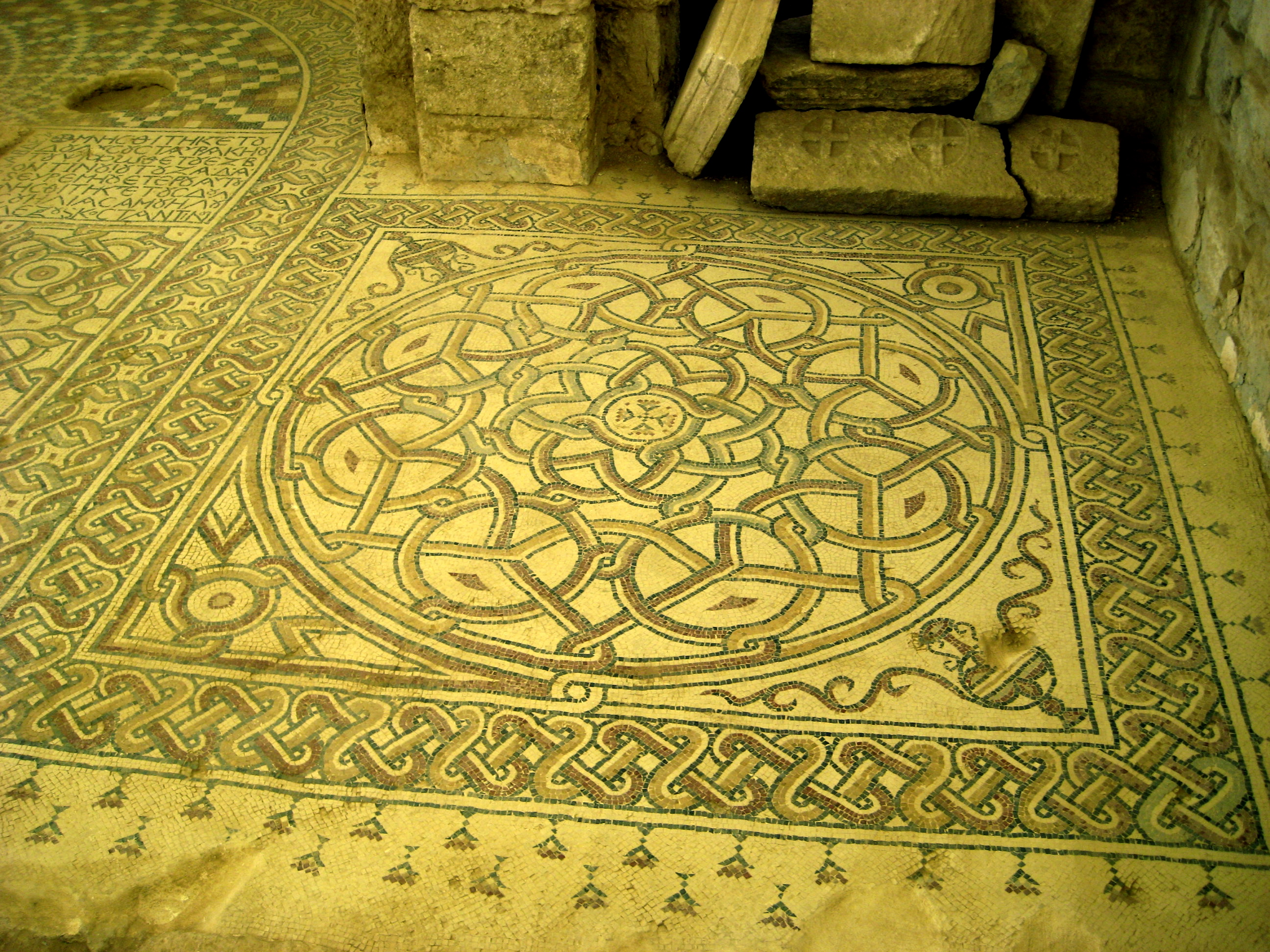
床のモザイク
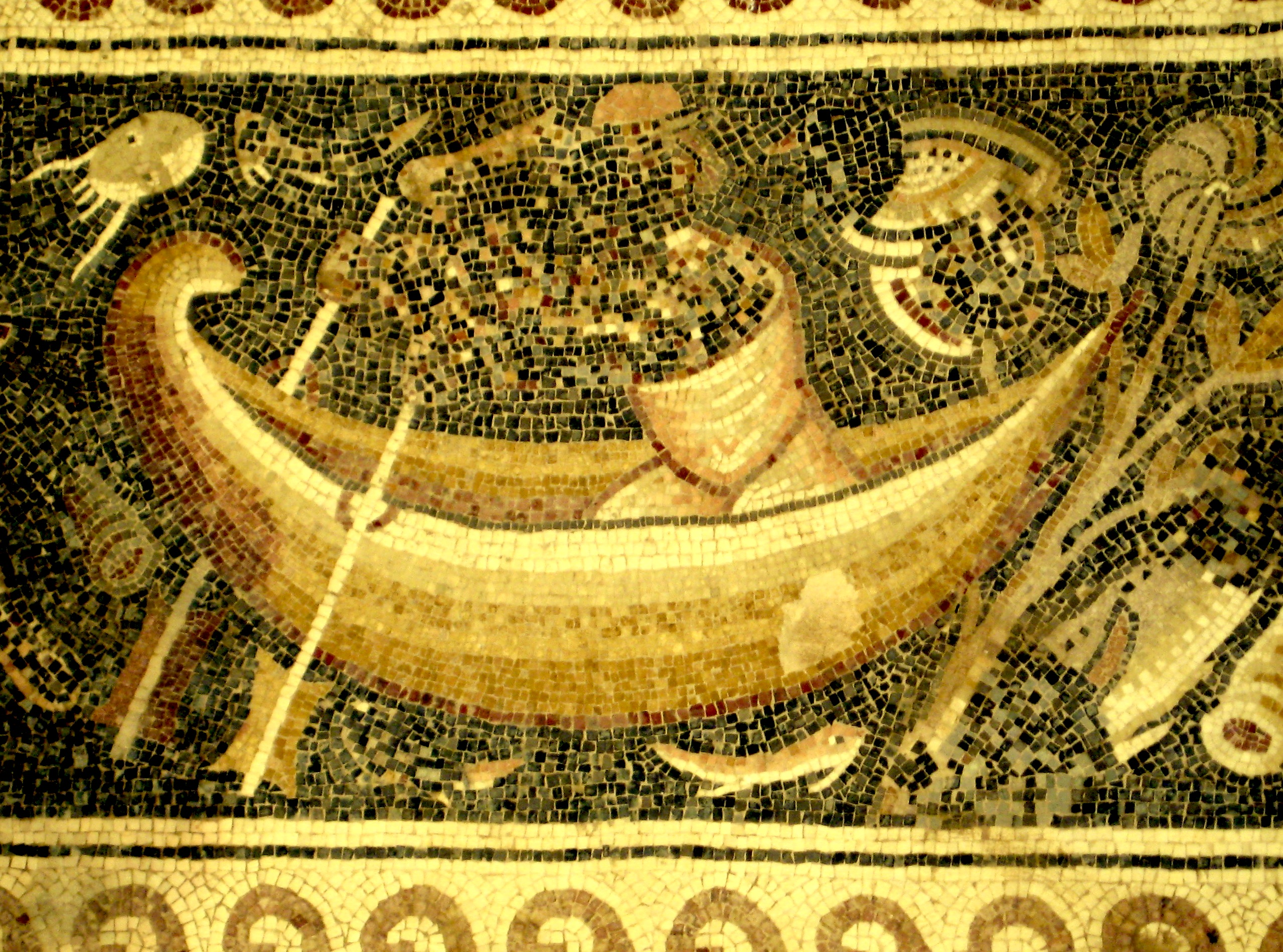
漁師

座標: 北緯31度30分2秒 東経35度55分15秒 / 北緯31.50056度 東経35.92083度